# Estes Kefauver
Estes Kefauver, właściwie Carey Estes Kefauver (ur. 26 lipca 1903 w Madisonville, zm. 10 sierpnia 1963 w Bethesdzie) – amerykański polityk ze stanu Tennessee, związanym z Partią Demokratyczną. Znany jest przede wszystkim jako senator oraz kandydat Partii Demokratycznej na urząd wiceprezydenta w 1956.

## Wczesne lata
- Urodzony na farmie w Madisonville w Tennessee
- Ukończył studia na Uniwersytecie Tennessee w Knoxville w 1924
- Ukończył studia prawnicze na prestiżowym Uniwersytecie Yale (w New Haven) w 1927
- Przyjęty do palestry w 1926
- Prowadzi praktykę adwokacką w Chattanooga od 1927

## Wczesna kariera publiczna
- Bez powodzenia ubiegał się o miejsce w stanowym senacie w 1936
- W roku 1939 komisarz stanowy ds. gospodarki i podatków

## W Izbie Reprezentantów
- Wybrany 13 września, jako demokrata, do Izby Reprezentantów w przedterminowych wyborach na miejsce zmarłego Sama D. McReynoldsa
- Wybrany ponownie w listopadzie tegoż roku i następnie na trzy kolejne dwuletnie kadencje (zasiada w Izbie od 13 września 1939 do 3 stycznia 1949
- W Izbie, jak i wcześniej, jako polityk stanowy, popierał gorąco politykę prezydenta Franklina D. Roosevelta i ogólnie prezentował poglądy bardziej amerykański liberalne

## Senat Stanów Zjednoczonych
- Nie ubiegał się o ponowny wybór do izby w 1948, ale został wybrany do Senatu, gdzie zasiadał od 3 stycznia 1949.
- W Senacie słynie z czasem jako przewodniczący komisji ds. przestępczości zorganizowanej (komisja Kefauvera), którą gorliwie zwalczał.
  - Jego komitet prowadził także śledztwa w sprawie związków niektórych polityków (jak Harold G. Hoffman, były gubernator New Jersey)
- Wybierany do Senatu ponownie w latach 1954 oraz 1960.
- W 1956 odmawia, jako jeden z trzech demokratycznych senatorów z Południa, podpisania dokumentu znanego jako Southern Manifesto, który krytykował politykę desegragacji rasowej. Pozostałymi, którzy nie podpisali, byli lider większości z Teksasu i przyszły prezydent Lyndon B. Johnson oraz drugi senator z Tennessee, Albert Gore senior.

## Aspiracje prezydenckie i wiceprezydenckie
- Popularny i dobrze znany, głównie za sprawą prac swego komitetu, Kefauver kandydował do nominacji na prezydenta w 1952 i wygrał prawybory w New Hampshire, co skłoniło urzędującego Harry’ego Trumana do niewystawiania swojej kandydatury ponownie. Nominację zdobył jednak gubernator Illinois, Adlai Ewing Stevenson II, który przegrał z kandydatem Partii Republikańskiej, kandydując wspólnie z senatorem Johnem Sparkmanem z Alabamy.
- Ponownie próbował uzyskać nominację w 1956, ale i tym razem zwyciężył Stevenson.
  - Stevenson oświadczył wówczas, iż zaakceptuje każdego kandydata na wiceprezydenta, jakiego wybiorą delegacji na konwencję. Kefauver zdobył nominację na „osobę numer dwa”, pokonując niewielką liczbą głosów senatora Johna F. Kennedy’ego z Massachusetts (którego po cichu wspierał sam Stevenson). I tym razem tandem demokratyczny (Stevenson-Kefauver) przegrał z republikanami (Eisenhower-Nixon).
- Kefauver ponownie był wymieniany jako potencjalny kandydat do nominacji w 1960, ale nie podjął większych starań o zdobycie nominacji.

## Śmierć
Kefauver doznał w sali Senatu masywnego zawału serca dnia 8 sierpnia 1963 w czasie gorącej dyskusji na temat podboju kosmosu. Mimo udzielenia natychmiastowej pomocy zmarł niebawem podczas snu w szpitalu United States Navy w Bethesdzie (Maryland).